# Mity i legendy
Mity i legendy – album muzyczny zespołu Rewizja wydany w 2006 r. przez wytwórnię Jimmy Jazz Records. Był to debiut wydawniczy tego zespołu, prezentującego w tym albumie utwory z gatunku punk rocka, w szczególności street punk / oi!. W ramach działań promocyjnych pojedyncze utwory z albumu wytwórnia zamieściła na wydanych przez siebie w tym samym roku składankach „Punks, Skins & Rudeboys Now! Vol. 14” i „Prowadź mnie ulico vol. 3”.

## Historia
Zespół muzyczny Rewizja został założony w 2003 r.. Miało to miejsce w Lubinie. Ich pierwszy, debiutancki album został wydany w 2006 r. przez wytwórnię Jimmy Jazz Records. Otrzymał on tytuł „Mity i Legendy”. W tym samym roku wytwórnia ta wydała składankę promo do tytułem „Punks, Skins & Rudeboys Now! Vol. 14”, załączoną do fanzinu Garaż nr 24, na której zamieściła pochodzący z tej płyty tytułowy utwór „Mity i Legendy” oraz składankę „Prowadź mnie ulico vol. 3” (w ramach serii „Prowadź mnie ulico”) z utworami „Ziemia Obiecana” oraz „Nieważny Jest Dzień”. Kolejny, drugi album zespołu, wydany został cztery lata później w 2010 r. pod tytułem „Tonąc w Cieniu”.
Reedycja albumu miała miejsce w 2023 r..

## Album
Tytuł albumu to „Mity i Legendy”. W albumie zamieszczono także utwór muzyczny o takim samym tytule. Album został wydany na jednej płycie kompaktowej). W ramach wytwórni Jimmy Jazz Records, wydawnictwo otrzymało identyfikator JAZZ 091 / CD JAZZ 091. Inne identyfikatory przypisane do publikacji to Barcode / EAN: 5905674940919 oraz Matrix / Runout: 4396 R 300/REWIZJA. Płyta kompaktowa została umieszczona w standardowej obwolucie typu JEWEL CASE. Album zawiera 15 utworów muzycznych. Czas trwania wynosi 31 minut i 28 sekund (31 minut i 23 sekundy).

## Utwory
| lp. | tytuł               | czas (min:sek) |
| --- | ------------------- | -------------- |
| 1   | Tak Co Dzień        | 1:39           |
| 2   | Polska              | 2:15           |
| 3   | Samotność           | 1:27           |
| 4   | Pijak               | 2:33           |
| 5   | Bomba               | 2:04           |
| 6   | Mity i Legendy      | 3:25           |
| 7   | Koksy               | 1:29           |
| 8   | Ziemia Obiecana     | 1:50           |
| 9   | W Ciemnych Lokalach | 2:06           |
| 10  | Komm Zu Mir         | 2:04           |
| 11  | Mery                | 2:07           |
| 12  | Rewolucja           | 1:58           |
| 13  | Nowy Czas           | 2:25           |
| 14  | Nieważny Jest Dzień | 1:34           |
| 15  | Metrus              | 2:25           |

## Muzyka i teksty
Muzyka zespołu Rewizja prezentowana w ramach albumu „Mity i Legendy” zaliczana jest do gatunku muzycznego jakim jest punk rock, w szczególności mocno wybrzmiewa w niej nurt street punk / oi!. Pod względem muzycznym komentatorzy tej twórczości odnoszą ją do starego polskiego punk rock z lat 80. XX wieku, dostrzegając wyraźne nawiązania w tym albumie to tego stylu. Kompozycje muzyczne poszczególnych utworów postrzegane są jako surowy punk rock o bardzo melodyjnym brzmieniu.
Pod względem tekstowym utwory zawierają zarówno tematy poważne jak i treść z pewną dozą poczucia humoru o sprawach lżejszego formatu.

## Odbiór i opinie
Twórczość zawarta w albumie z jednej strony wyraźnie postrzegana jest jako nawiązanie do polskiej tradycji starego punka, która daje szansę na ożywienie wspomnień fanów punk rocka lat 80. XX wieku. Z drugiej strony nie ma na jej temat zbyt entuzjastycznych recenzji. Zarzuty lub choćby niezbyt pozytywne wypowiedzi dotyczą różnych zagadnień. Poczynając od tych łagodniejszych można wymienić dość monotonne brzmienie, co prowadzi do tego, że poszczególne utwory rozróżniają bardziej teksty niż muzyka. Przy czym jeśli chodzi o treść to tu wskazuje się na dość ograniczony zakres tematyczny piosenek, co w obrazowy sposób opisuje jeden z recenzentów, mówiąc o dwóch biegunach: przekaz mówiący jak jest źle i piosenki o odchyleniach seksualnych. I choć same tematy nie wzbudzają jakieś konkretnej niechęci to uznawano ówcześnie (przed wydaniem kolejnych albumów), że ograniczanie się w tym zakresie może zaprowadzić kapelę do pewnego trwałego zaszufladkowania. Ten recenzent dostrzegł pewne podobieństwo do twórczości zespołu The Bill. Z kolei inny recenzent stawia znaczenie mocniejsze zarzuty. Według niego niektóre utwory ocierają się niemal o plagiat, niektóre teksty są żenujące, w jednym z utworów poczucie humoru jest tak wyrafinowane, że niezrozumiałe, a rymy są wzięte z lamusa. Tutaj wymieniane są w tym kontekście takie zespoły jak Dezerter, Cela nr 3, Defekt Muzgó.
Natomiast bardzo dobrze oceniany jest fakt, iż w zespole występuje dwóch wokalistów o dynamicznym sposobie bycia i śpiewania.
Samo wydanie albumu również otrzymało słabe opinie. Szczególnej krytyce poddano bardzo małą czcionkę oraz miniaturowe zdjęcia niemal uniemożliwiające odczytanie zawartych tam informacji.